# Alpharetta
Alpharetta ist eine City im Fulton County im US-Bundesstaat Georgia mit 65.818 Einwohnern (Stand: Volkszählung 2020).

## Geographie
Alpharetta grenzt direkt an die Städte Milton (Norden), Johns Creek (Südosten) und Roswell (Südwesten) und liegt etwa 20 km nördlich von Atlanta. Die Stadt stellt eine principal city der Metropolregion Atlanta dar.

## Geschichte
Die ersten Siedler kamen um 1830 nach Alpharetta. Zuvor lebten in der Region Cherokee, die nach Beschluss durch den Indian Removal Act in ein Indianerreservat nach Oklahoma vertrieben wurden. Die Siedler setzten den Namen ihrer Stadt aus den griechischen Wörtern „Alpha“ (Erste) und „Retta“ (Stadt) zusammen. Am 11. Dezember 1858 wurde Alpharetta als Stadt inkorporiert. Als Sehenswürdigkeit gilt heute die historische Innenstadt. Es ist die Geburtsstadt von Riley Puckett, einem bedeutenden US-amerikanischen Country- und Hillbilly-Musiker und Gitarristen der 1920er- und 1930er-Jahre.

## Demographische Daten
Laut der Volkszählung von 2010 verteilten sich die damaligen 57551 Einwohner auf 21.742 bewohnte Haushalte, was einen Schnitt von 2,64 Personen pro Haushalt ergibt. Insgesamt bestehen 23.029 Haushalte. 
69,6 % der Haushalte waren Familienhaushalte (bestehend aus verheirateten Paaren mit oder ohne Nachkommen bzw. einem Elternteil mit Nachkomme) mit einer durchschnittlichen Größe von 3,23 Personen. In 42,1 % aller Haushalte lebten Kinder unter 18 Jahren sowie in 14,9 % aller Haushalte Personen mit mindestens 65 Jahren.
30,7 % der Bevölkerung waren jünger als 20 Jahre, 25,2 % waren 20 bis 39 Jahre alt, 32,8 % waren 40 bis 59 Jahre alt und 11,3 % waren mindestens 60 Jahre alt. Das mittlere Alter betrug 37 Jahre. 48,7 % der Bevölkerung waren männlich und 51,3 % weiblich.
70,0 % der Bevölkerung bezeichneten sich als Weiße, 10,9 % als Afroamerikaner, 0,2 % als Indianer und 13,4 % als Asian Americans. 2,9 % gaben die Angehörigkeit zu einer anderen Ethnie und 2,7 % zu mehreren Ethnien an. 8,5 % der Bevölkerung bestand aus Hispanics oder Latinos.
Das durchschnittliche Jahreseinkommen pro Haushalt lag bei 93.613 USD, dabei lebten 6,9 % der Bevölkerung unter der Armutsgrenze.

## Städtepartnerschaft
- Piatra Neamț, Westmoldau

## Wirtschaft
Der Papierhersteller Neenah sowie der Computerspiele-Entwickler Hi-Rez Studios haben ihren Sitz in Alpharetta. Ebenfalls hat die Colonial Pipeline Company, Betreiber der Colonial Pipeline, ihren Hauptsitz in der Stadt.

## Verkehr
Alpharetta wird vom U.S. Highway 19 sowie von den Georgia State Routes 9, 120 und 140 durchquert bzw. tangiert. Der nächste Flughafen ist der Hartsfield–Jackson Atlanta International Airport (rund 50 km südlich).

## Kriminalität
Die Kriminalitätsrate lag im Jahr 2010 mit 156 Punkten (US-Durchschnitt: 266 Punkte) im niedrigen Bereich. Es gab zwei Vergewaltigungen, 24 Raubüberfälle, 23 Körperverletzungen, 189 Einbrüche, 1253 Diebstähle, 25 Autodiebstähle und eine Brandstiftung.

## Söhne und Töchter der Stadt
- Riley Puckett (1894–1946), Old-Time-Musiker und Gitarrist
- Brad Miller (* 1986), Eishockeyspieler
- Joshua Dobbs (* 1995), Footballspieler
- Carl Lawson (* 1995), Footballspieler
- Jaycee Horn (* 1999), Footballspieler
- Carson Tanguilig (* 2003), Tennisspielerin